# Myrmecaelurus lobatus
Myrmecaelurus lobatus är en insektsart som beskrevs av Navás 1912. Myrmecaelurus lobatus ingår i släktet Myrmecaelurus och familjen myrlejonsländor. Inga underarter finns listade i Catalogue of Life.